# Fernsehturm Romainville
Der Fernsehturm Romainville ist ein 141 Meter hoher Fernsehturm des TDF im Großraum Paris. Er wurde 1984 im Fort de Romainville in der Gemeinde Les Lilas errichtet und ist für die Öffentlichkeit nicht zugänglich.